# Accuracy International Arctic Warfare
L'Accuracy International Arctic Warfare è un fucile di precisione a otturatore girevole-scorrevole progettato e distribuito da Accuracy International nel 1980. Di uso comune sia tra i militari che tra le forze di polizia (e anche dai civili) è dotato di un mirino telescopico Schmidt & Bender, di estrema flessibilità e facilità d'uso.

## Storia
Il modello AW proviene dall'Accuracy International PM (da P, precision, e M, marksman), progettato nei primi anni ottanta per sostituire l'oramai superato Lee-Enfield L42; è stato messo in produzione dopo aver vinto la gara d'appalto che vedeva opposta l'Accuracy International con la Parker-Hale, che proponeva il modello M85.
L'esercito britannico adottò l'Accuracy International PM, in particolare il modello L96A1, dotandolo di cannocchiale Schmidt & Bender 6x42: così configurata l'arma permette un primo colpo anche in situazioni di estrema difficoltà.
Il calibro standard è il 7,62 mm NATO (.308 Winchester) ma esistono varianti in calibro .338 Lapua Magnum e .300 Winchester Magnum.
A seguito di alcune richieste da parte dell'esercito della Svezia, il modello A.I. PM venne perfezionato e modificato, dando origine al modello definitivo denominato appunto Arctic Warfare (AW).
Il suo progetto è quasi unico nel suo genere, essendo un fucile nato e progettato per un cecchino anziché essere un fucile standard al quale sono state apportate modifiche e migliorie. L'intero gruppo di sparo è un blocco a sé stante, il gruppo di scatto è ricavato lavorando l'alluminio e il tutto è fissato a 2 scocche di polimero, realizzando un insieme indeformabile in qualsiasi condizione climatica. Il disegno unico del calcio (ambidestro) e la dotazione di un bipiede anteriore e di un monopiede posteriore, lo rende perfetto per i lunghi appostamenti.

## Varianti
Le varianti del modello PM sono molte tra le quali:
- PM (Precision Marksman) ovvero progetto iniziale L96-1
- AW (Artic Warfare) ovvero modello base attuale entrato in produzione nel 1988
- PSG90 (Prickskyttegevär) ovvero variante in dotazione all'esercito svedese
- AWP (versione Police)
- AWS (versione silenziata)
- AWS Covert ovvero versione silenziata dotata di calcio pieghevole
- AWF (Folding, pieghevole)
- AW50 (calibro .50 ovvero 12,7 mm NATO)
- AW50F (calibro .50 per esercito Australiano)
- AWM (calibrato per le cartucce MAGNUM vedi .300 Winchester Magnum o 7 mm Remington Magnum)
- L115A3 ovvero versione britannica migliorata dell'AWM per impiegare la cartuccia .338 Lapua Magnum.
- AWSM (incamera cartucce SUPER MAGNUM ovvero.338 LAPUA MAGNUM)
- AS50 (versione semi-automatica in calibro.50)

## AW nei media
- In ambito videoludico, il fucile di precisione AW compare in Conflict: Desert Storm II, Counter-Strike (denominazione AWP), in Battlefield 3 (denominazione L96), in Battlefield 4 (denominazione L96/L115), in Team Fortress 2 (denominazione La mano dell'AWParo), in Call of Duty: Black Ops (denominazione L96A1), in Call of Duty: Ghosts (denominazione L115A3), in Call of Duty: Modern Warfare 3 (denominazione L118A1), in Call of Duty: Mobile (denominazione Arctic 50), Enter the Gungeon (denominazione AWP), S.K.I.L.L. (denominazione AWP), PlayerUnknown's Battlegrounds (denominazione AWM), surviv.io (denominazione AWM-S), in Fortnite (denominazione Fucile di precisione bolt-action), Zula Europe (denominazione AWP) e in Call of Duty: Black Ops Cold War (denominazione Tundra).

## Operatori
- Australia
- Belgio
- Italia (Carabinieri, GIS)